# Achigachia
Achigachia (ou Ashigashyia, Assigachiga, Assigassia, Assighassia, Ishigashiya) est une localité du Cameroun située dans la commune de Mozogo, le département du Mayo-Tsanaga et la région de l'Extrême-Nord. Dans les monts Mandara, à la frontière avec le Nigeria, elle est coupée en deux par un cours d'eau, séparant Achigachia-Cameroun d'un côté, Achigachia-Nigeria de l'autre.

## Population
En 1966-1967, la localité comptait 2 440 habitants, principalement Mandara, Mafa, Gelebda, Arabes Choa, Foulbé, Gamergu. Lors du recensement de 2005, 9 192 personnes y ont été dénombrées.
On y parle notamment l'ashigashiya, un dialecte du glavda, une langue biu-mandara.

## Infrastructures
La localité dispose d'un collège public d'enseignement général (CES).

## Histoire contemporaine
La localisation frontalière d'Achigachia l'a exposée à plusieurs reprises aux exactions de Boko Haram, notamment le 28 mai 2014 et le 28 décembre 2014.
La petite ville est considérée par certains observateurs comme « une véritable base logistique de transit, un couloir d’infiltration des kamikazes et une rampe de lancement de plusieurs attaques et de pose de mines sur le territoire camerounais ». Elle abrite une base militaire camerounaise qui, avec l'aide des troupes de la force multinationale mixte, lutte contre les incursions terroristes.